# Bucătăria armenească
Bucătăria armenească are alimente, feluri de mâncare și tehnici de gătit ale poporului armean. Bucătăria reflectă istoria și geografia armenilor, precum și influențele externe ale bucătăriei europene⁠(d) și a celei levantine⁠(d). Bucătăria prezintă de asemenea culturile și animalele tradiționale crescute pe teritoriile locuite de armeni.
Prepararea felurilor de mâncare din carne, pește și legume în bucătăria armenească necesită adesea umplutură⁠(d), înspumare și facerea de piure. Carnea de miel, vânăta și pâinea (lavașul⁠(d)) sunt alimentele de bază ale bucătăriei armenești. Tradițional, armenii preferă grâul tocat (bulgur) în locul porumbului și orezului. Savoarea mâncării are la bază calitatea și prospețimea ingredientelor ami degrabă decât utilizarea excesivă a condimentelor.
Ierburile proaspete sunt utilizate considerabil. Ierburile uscate sunt utilizate iarna, când nu găsești ierburi proaspete. Grâul este principala cereală și este găsită într-o varietate de forme precum: grâu întreg, grâu curățit, bulgur (grâu tocat), griș, făină. Istoric, orezul a fost utilizat mai mult în orașe și în anumite teritorii unde creștea orezul (e.g., Maraș și regiunea din jurul Erevanului). Legumele sunt folosite din plin, mai ales năutul, lintea, fasolea și fasolea mare⁠(d). Nucile sunt folosite pentru a se adăuga un plus de nutriție de Postul Mare. De o primă utilizare sunt nucile,  migdalii, nucile de pin, dar și aluna turcească, fisticii (în Cilicia), și nucile unor copaci regionali.
Fructele proaspete și uscate sunt utilizate atât ca ingredinte principale cât și ca agenți acizi. Ca ingrediente principale, sunt utilizate următoarele fructe: caisele⁠(d) (proaspete și uscate), gutuia, pepenele galben și altele. Ca agenți acizi, sunt utilizate următoarele fructe: boabe de oțetar (în formă uscată), struguri acri,  prune⁠(d) (acre sau uscate), rodii, caisele⁠(d), vișinele și lămâile. În plus, se mai folosesc frunze de strugure, frunze de varză, mangoldul, frunze de sfeclă, frunze de ridiche, frunze de căpșun și altele.

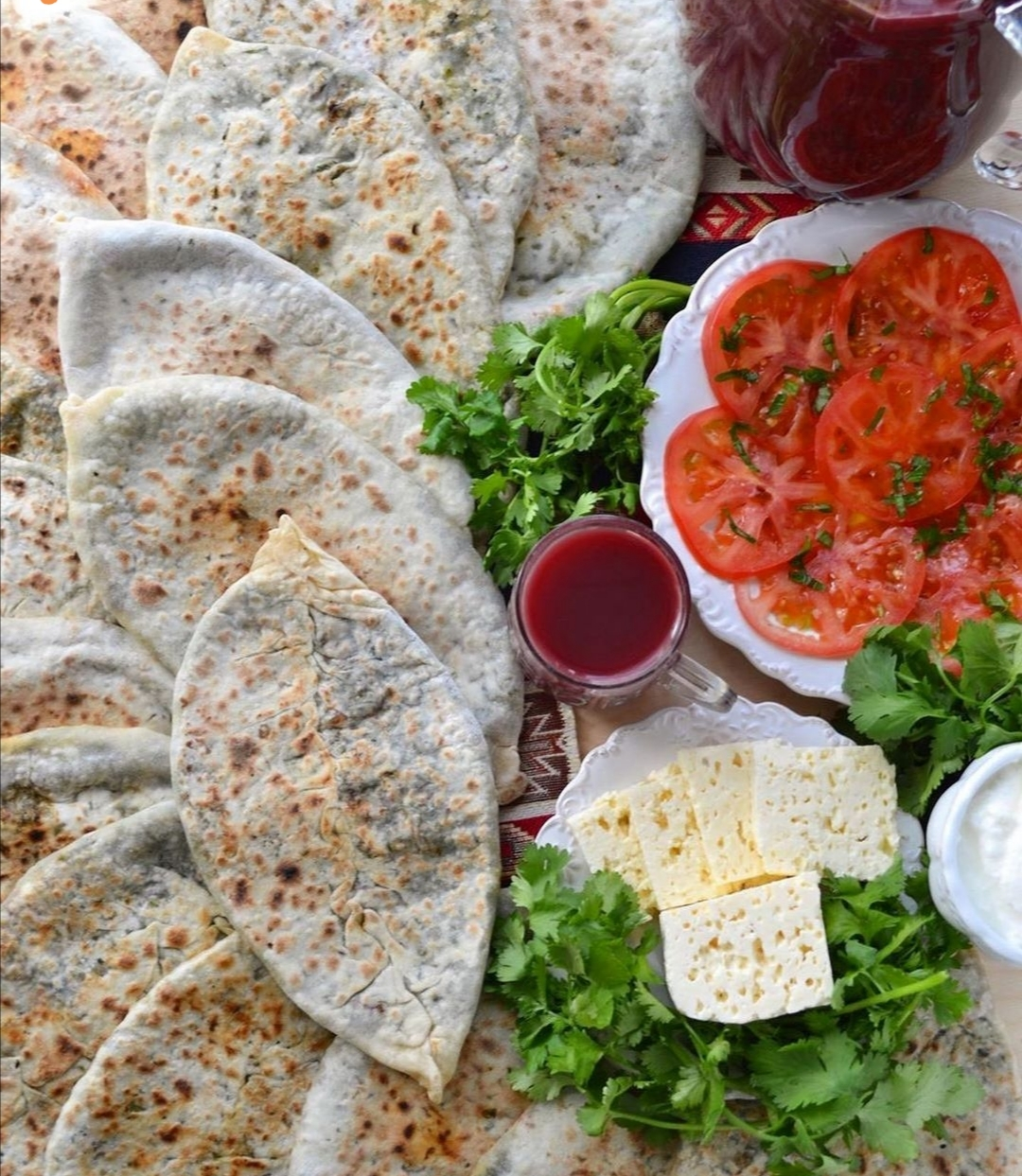
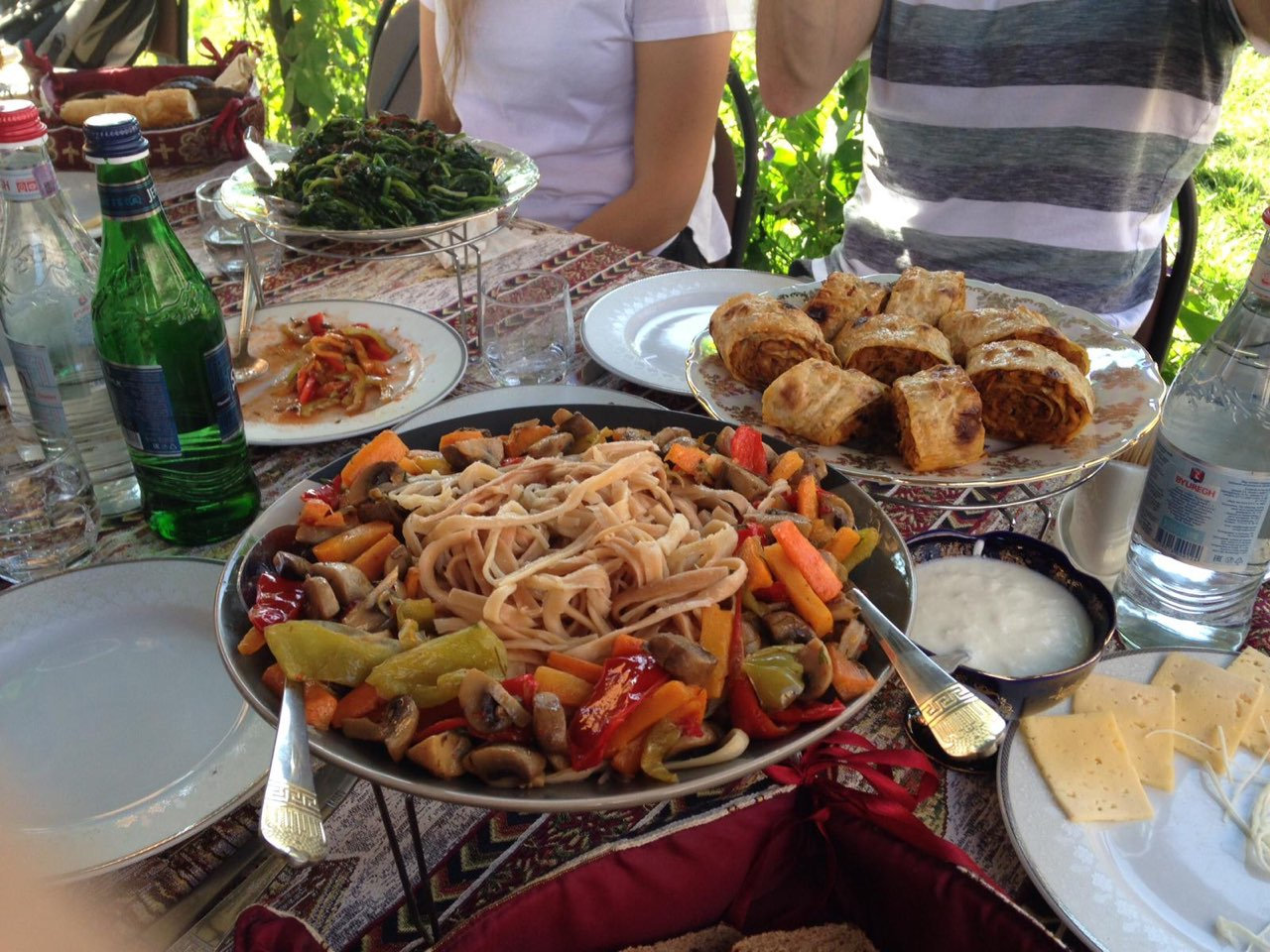
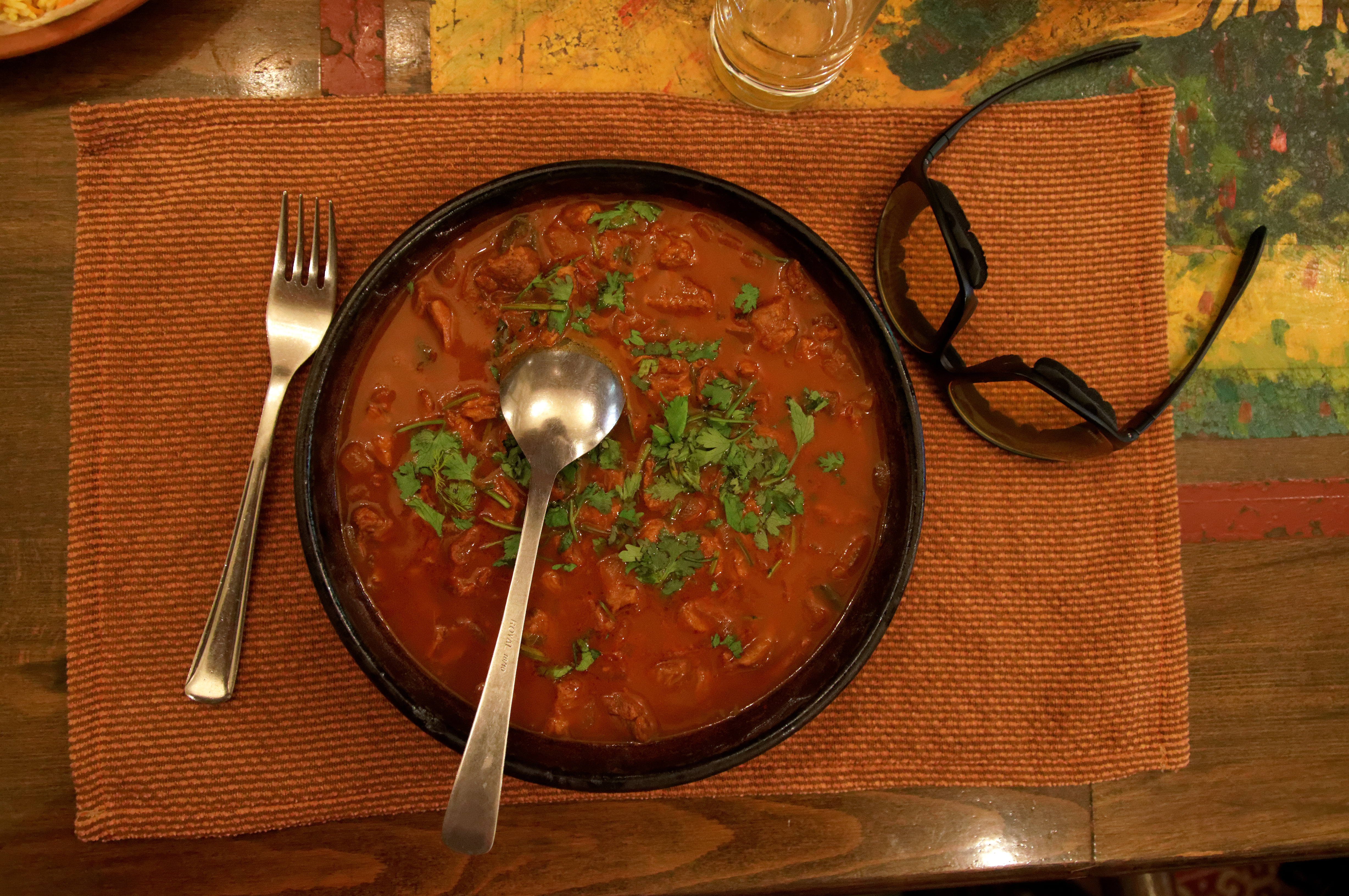
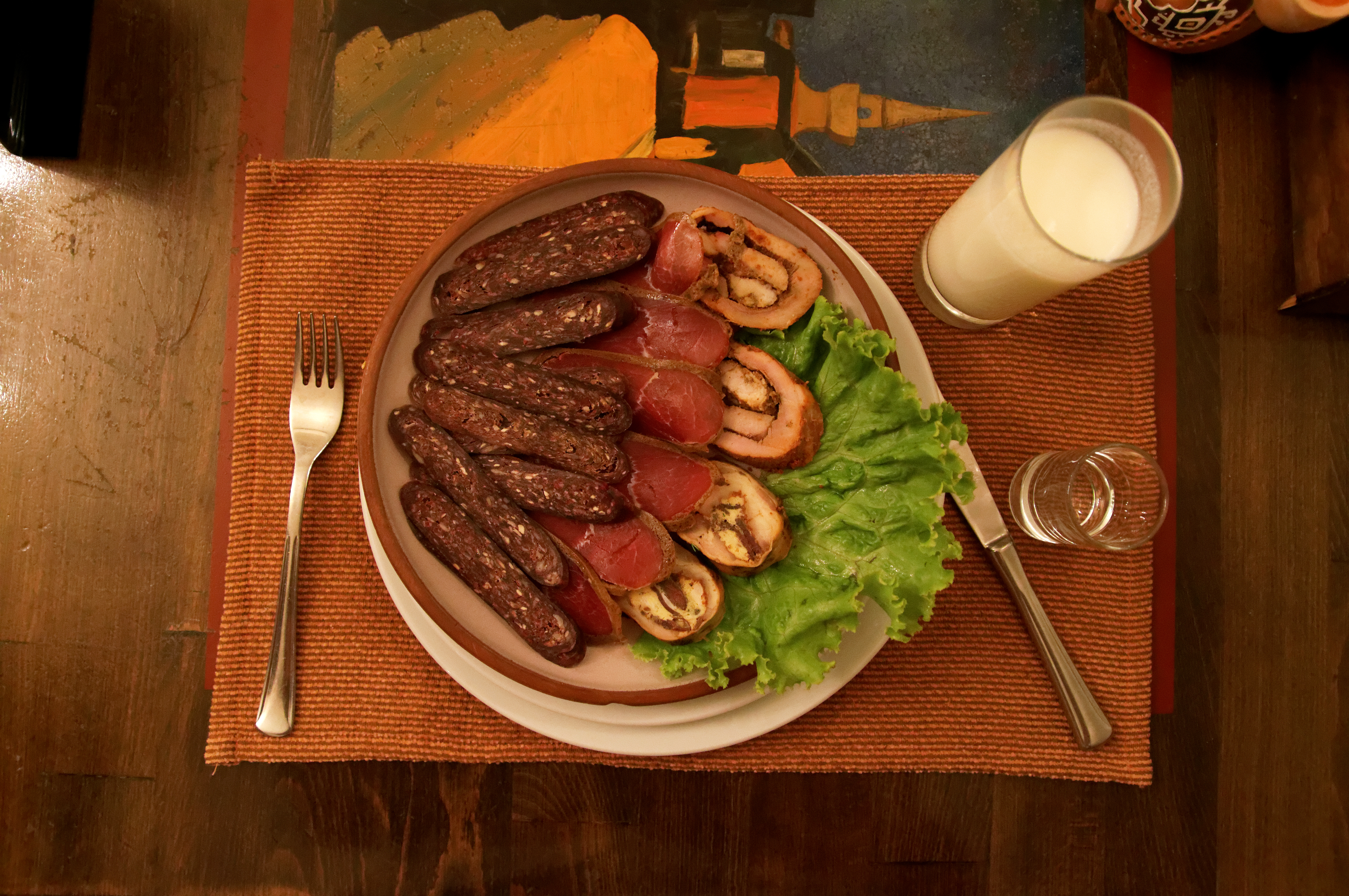